# اچ‌ام‌اس سارواک (کی۵۹۱)
اچ‌ام‌اس سارواک (کی۵۹۱) (به انگلیسی: HMS Sarawak (K591)) یک کشتی بود که طول آن ۳۰۳ فوت ۱۱ اینچ (۹۲٫۶۳ متر) بود. این کشتی در سال ۱۹۴۳ ساخته شد.